# Рудня (Черняховский район)
Рудня (укр. Рудня) — село на Украине, основано в 1641 году, находится в Черняховском районе Житомирской области. Ранее — Рудня Воровская.
Население по переписи 2001 года составляет 70 человек. Занимает площадь 0,674 км².

## Адрес местного совета
12320, Житомирская область, Черняховский р-н, с. Очеретянка, ул. Победы, 2